# Liga Leumit 1986-1987
La Liga Leumit 1986-1987 è stata la 46ª edizione della massima serie del campionato israeliano di calcio.
Presero parte al torneo 16 squadre, che si affrontarono in un girone all'italiana con partite di andata e ritorno. Per ogni vittoria si assegnavano tre punti e per il pareggio un punto.
In vista della riduzione, a partire dalla successiva stagione, del numero delle squadre della prima divisione a 14, le ultime tre classificate sarebbero state retrocesse in Liga Artzit, dalla quale sarebbe stata promossa solo la prima classificata.
Il torneo fu vinto, per la prima volta nella propria storia, dal Beitar Gerusalemme.
Capocannoniere del torneo fu Eli Yani, dell'Hapoel Kfar Saba, con 16 goal.

## Squadre partecipanti
| Club                | Città       |
| ------------------- | ----------- |
| Beitar Gerusalemme  | Gerusalemme |
| Beitar Netanya      | Netanya     |
| Beitar Tel Aviv     | Tel Aviv    |
| Bnei Yehuda         | Tel Aviv    |
| Hapoel Be'er Sheva  | Be'er Sheva |
| Hapoel Kfar Saba    | Kfar Saba   |
| Hapoel Lod          | Lod         |
| Hapoel Petah Tiqwa  | Petah Tiqwa |
| Hapoel Tel Aviv     | Tel Aviv    |
| Maccabi Giaffa      | Giaffa      |
| Maccabi Haifa       | Haifa       |
| Maccabi Netanya     | Netanya     |
| Maccabi Petah Tiqwa | Petah Tiqwa |
| Maccabi Tel Aviv    | Tel Aviv    |
| Maccabi Yavne       | Yavne       |
| Shimshon Tel Aviv   | Tel Aviv    |

## Classifica finale
|                     | Pos. | Squadra             | Pt | G  | V  | N  | P  | GF | GS | DR  |
| ------------------- | ---- | ------------------- | -- | -- | -- | -- | -- | -- | -- | --- |
| Campione di Israele | 1.   | Beitar Gerusalemme  | 66 | 30 | 19 | 9  | 2  | 59 | 27 | +32 |
|                     | 2.   | Bnei Yehuda         | 51 | 30 | 11 | 18 | 1  | 37 | 25 | +12 |
|                     | 3.   | Maccabi Tel Aviv    | 47 | 30 | 12 | 11 | 7  | 43 | 25 | +18 |
|                     | 4.   | Hapoel Lod          | 45 | 30 | 11 | 12 | 7  | 35 | 21 | +14 |
|                     | 5.   | Shimshon Tel Aviv   | 45 | 30 | 10 | 15 | 5  | 33 | 20 | +13 |
|                     | 6.   | Maccabi Petah Tiqwa | 45 | 30 | 11 | 12 | 7  | 29 | 21 | +8  |
|                     | 7.   | Maccabi Netanya     | 44 | 30 | 12 | 8  | 10 | 30 | 30 | 0   |
|                     | 8.   | Hapoel Kfar Saba    | 42 | 30 | 11 | 9  | 10 | 44 | 40 | +4  |
|                     | 9.   | Maccabi Haifa       | 39 | 30 | 9  | 12 | 9  | 35 | 28 | +7  |
|                     | 10.  | Hapoel Petah Tiqwa  | 38 | 30 | 9  | 11 | 10 | 31 | 30 | +1  |
|                     | 11.  | Hapoel Be'er Sheva  | 36 | 30 | 7  | 15 | 8  | 20 | 19 | +1  |
|                     | 12.  | Hapoel Tel Aviv     | 34 | 30 | 6  | 16 | 8  | 20 | 22 | -2  |
|                     | 13.  | Beitar Tel Aviv     | 34 | 30 | 7  | 13 | 10 | 33 | 39 | -6  |
|                     | 14.  | Maccabi Yavne       | 30 | 30 | 6  | 12 | 12 | 28 | 35 | -7  |
|                     | 15.  | Maccabi Giaffa      | 22 | 30 | 4  | 10 | 16 | 23 | 48 | -25 |
|                     | 16.  | Beitar Netanya      | 10 | 30 | 3  | 1  | 26 | 22 | 92 | -70 |

## Verdetti
- Beitar Gerusalemme campione di Israele 1986-1987
- Maccabi Yavne, Maccabi Giaffa e Beitar Netanya retrocessi in Liga Artzit 1987-1988
- Hapoel Tzafririm Holon promosso in Liga Leumit 1987-1988